# Братолюбівка (Мелітопольський район)
Братолю́бівка (раніше — хутір Косай-Братолюбівка) — село в Україні, у Мелітопольському районі Запорізької області. Входить до складу Новоуспенівської сільської громади. Населення становить 109 осіб.

## Географія
Село Братолюбівка розташоване на відстані 0,5 км від села Запоріжжя. Поруч проходить автомобільна дорога Т 0805.
У селі є 1 вулиця Східна.

## Історія
Засноване як хутір Косай-Братолюбівка.
1945 року було перейменоване в село Братолюбівка.
У 1962-1965 роках належало до Михайлівського району Запорізької області, відтак у складі Веселівського району.
До 2017 року орган місцевого самоврядування — Запорізька сільська рада.

## Населення
Згідно з переписом УРСР 1989 року чисельність наявного населення села становила 130 осіб, з яких 55 чоловіків та 75 жінок.
За переписом населення України 2001 року в селі мешкало 109 осіб.

### Мова
Розподіл населення за рідною мовою за даними перепису 2001 року:
| Мова       | Кількість | Відсоток |
| ---------- | --------- | -------- |
| українська | 93        | 85.32%   |
| російська  | 16        | 14.68%   |
| Усього     | 109       | 100%     |